# Grim Fandango
Grim Fandango é um jogo de computador do gênero aventura feito pela LucasArts em 1998. É o primeiro jogo de computador feito em 3D pela LucasArts.
Baseado no folclore Asteca, a temática do jogo é derivada das figuras das calacas do Día de los Muertos, uma data comemorativa mexicana tradicionalmente celebrada com festas. O título é explicado por um poema lido por um dos personagens do jogo. A trama está centrada no protagonista Manny Calavera em sua jornada para desvendar uma teia de corrupção no Mundo dos Mortos e salvar a aparentemente inocente Mercedes Colomar.
Foi indicado pela crítica e pelos fãs como um dos melhores jogos do gênero, mas não foi um sucesso comercial. O jogo recebeu a nota de 9.3 no site GameSpot.

## Jogabilidade
Grim Fandango é um jogo de aventura no qual o jogador controla Manuel Calavera, "Manny" ('calavera', no espanhol, significa caveira), seguindo Mercedes "Meche" Colomar pelo Mundo dos Mortos. O jogo usa a engine GrimE, renderizando os fundos em 2D enquanto objetos e personagens são representados em 3D. O jogador controla os movimentos e ações de Manny pelo teclado, joystick ou gamepad. Manny pode coletar objetos a fim de utilizá-los em parte do cenário ou com outras pessoas no Mundo dos Mortos para resolver puzzles e avançar no jogo. Diferentemente de jogos 2D mais antigos da LucasArts, em que o jogador interagia com objetos quando colocava sobre eles o cursor do mouse, Manny move sua cabeça em direção a um objeto ou pessoa de interesse enquanto está andando.

## Localização
A distribuidora brasileira dos jogos da LucasArts Brasoft viu seu maior projeto de localização em Grim Fandango, que envolveu 6200 arquivos de áudio. Pelo menos 20 atores, incluindo Guilherme Sant'Anna como Manny e Sandra Corveloni como Lupe, fizeram a dublagem que então foi editada ao longo de três meses. O aclamado trabalho acabaria mantido no eventual relançamento do jogo.

## Recepção
Grim Fandango recebeu praticamente apenas críticas positivas. Os críticos elogiaram a direção de arte em particular, com GameSpot considerando o design visual como "consistentemente ótimo". PC Zone deu ênfase para a produção como um todo, considerando a direção, as roupas, personagens, música e atmosfera muito bem feitas. Eles também comentaram que o jogo daria um "ótimo filme".

## Remasterização
A remasterização de Grim Fandango foi anunciada em Junho de 2014 durante a conferencia da Sony Computer Entertainment na E3, com lançamento para PlayStation 4, PlayStation Vita e posteriormente anunciado versões para Microsoft Windows, Mac OS X, e Linux em 27 de janeiro de 2015.  posteriormente lançado para Android e iOS no dia 5 de Maio de 2015.